# マクラーレン・MP4/1
マクラーレン・MP4/1 (McLaren MP4/1) は、マクラーレンがF1世界選手権参戦用に開発したフォーミュラ1カーで、ジョン・バーナードが設計した。単にMP4と呼称される場合もある。
1981年の第4戦から、1983年の最終戦まで実戦投入された。1981年はMP4/1、1982年はMP4/1B、1983年はMP4/1CとMP4/1Eが使用された。マシン名の「MP4」は、「Marlboro Project 4」の略称だが、「McLaren Project 4」の略称と言われることもある。

## MP4/1
1979年、1980年と不振のシーズンを過ごしたマクラーレンは、ロン・デニス率いるF2チーム「プロジェクト4」と合併してチーム体制を一新し、新体制としての第1作目のマシンがMP4/1である。ドライバーはベテランのジョン・ワトソンが旧体制から引き続いて残留し、No.2に新人でマールボロ（フィリップモリス社）とのパイプがあったアンドレア・デ・チェザリスを起用した。
MP4/1はフォード・コスワース・DFVエンジンを積むスタンダードなウィングカーではあるが、特徴としてモノコックを従来のアルミ・ハニカムから、カーボンファイバーでアルミ・ハニカムのコアを挟み込んで製作するコンポジット材への革新がもたらされた。同年にロータス・88でもカーボンファイバー製モノコックが採用されたが、こちらはノーメックス（アラミド繊維）のコアを挟んだコンポジット材を用いていた。のちにフォーミュラ・レース界で主流となるのは、マクラーレンが採用したアルミハニカムを使用した構造のほうである。実戦に投入されるレーシングマシンのモノコック全体にカーボンが使用されたのはこのMP4/1が初であった。本シャシーデビュー当時、このカーボン製モノコックの強度は従来のアルミハニカム製モノコックよりも約2倍の強度を持つとされた。基本構成はバーナードがアメリカで走らせたシャパラル2Kを踏襲したのか、当時のインディカーの雰囲気を纏っていた。

### 1981年シーズン
MP4/1が使用されるまでは前年までのマシンの改良版であるM29C,M29Fを使用。ワトソンは第4戦サンマリノGPから、デ・チェザリスは第6戦モナコGPから使用した。
MP4/1はワトソンの手によって第7戦スペインGPで3位、第8戦フランスGPで2位を獲得。さらにマクラーレンとワトソンの地元である第9戦イギリスGPでチームに3年ぶりとなる勝利をもたらした。
一方、新人デ・チェザリスは時折速さを見せるものの、経験不足から度々大きなクラッシュを起こしたため、MP4/1でのポイント獲得は叶わなかった。しかし、クラッシュのたびに彼が無傷の生還を繰り返すことで皮肉にもカーボンモノコックの安全性を証明することになった。

### スペック
- タイヤ ミシュラン
- サスペンション ロッキングアーム
- エンジン フォード・コスワース・DFV
- 気筒数・角度 V型8気筒・90度
- スパークプラグ チャンピオン
- 燃料・潤滑油 バルボリン、ユニパート

### 記録(1981年)
| 年   | マシン | タイヤ | No. | ドライバー     | 1                  | 2            | 3                | 4              | 5            | 6          | 7            | 8            | 9            | 10         | 11               | 12           | 13           | 14         | 15                 | ポイント | ランキング |
| ---- | ------ | ------ | --- | -------------- | ------------------ | ------------ | ---------------- | -------------- | ------------ | ---------- | ------------ | ------------ | ------------ | ---------- | ---------------- | ------------ | ------------ | ---------- | ------------------ | -------- | ---------- |
| 1981 | MP4/1  | M      |     |                | アメリカ合衆国の旗 | ブラジルの旗 | アルゼンチンの旗 | サンマリノの旗 | ベルギーの旗 | モナコの旗 | スペインの旗 | フランスの旗 | イギリスの旗 | ドイツの旗 | オーストリアの旗 | オランダの旗 | イタリアの旗 | カナダの旗 | アメリカ合衆国の旗 | 28       | 6位        |
| 1981 | MP4/1  | M      | 7   | ワトソン       |                    |              |                  | 10             | 7            | Ret        | 3            | 2            | 1            | 6          | 6                | Ret          | Ret          | 2          | 7                  | 28       | 6位        |
| 1981 | MP4/1  | M      | 8   | デ・チェザリス |                    |              |                  |                |              | Ret        | Ret          | 11           | Ret          | Ret        | 8                | DNS          | 7            | Ret        | 12                 | 28       | 6位        |

- 太字はポールポジション、斜字はファステストラップ、DNSは出走せず

## MP4/1B

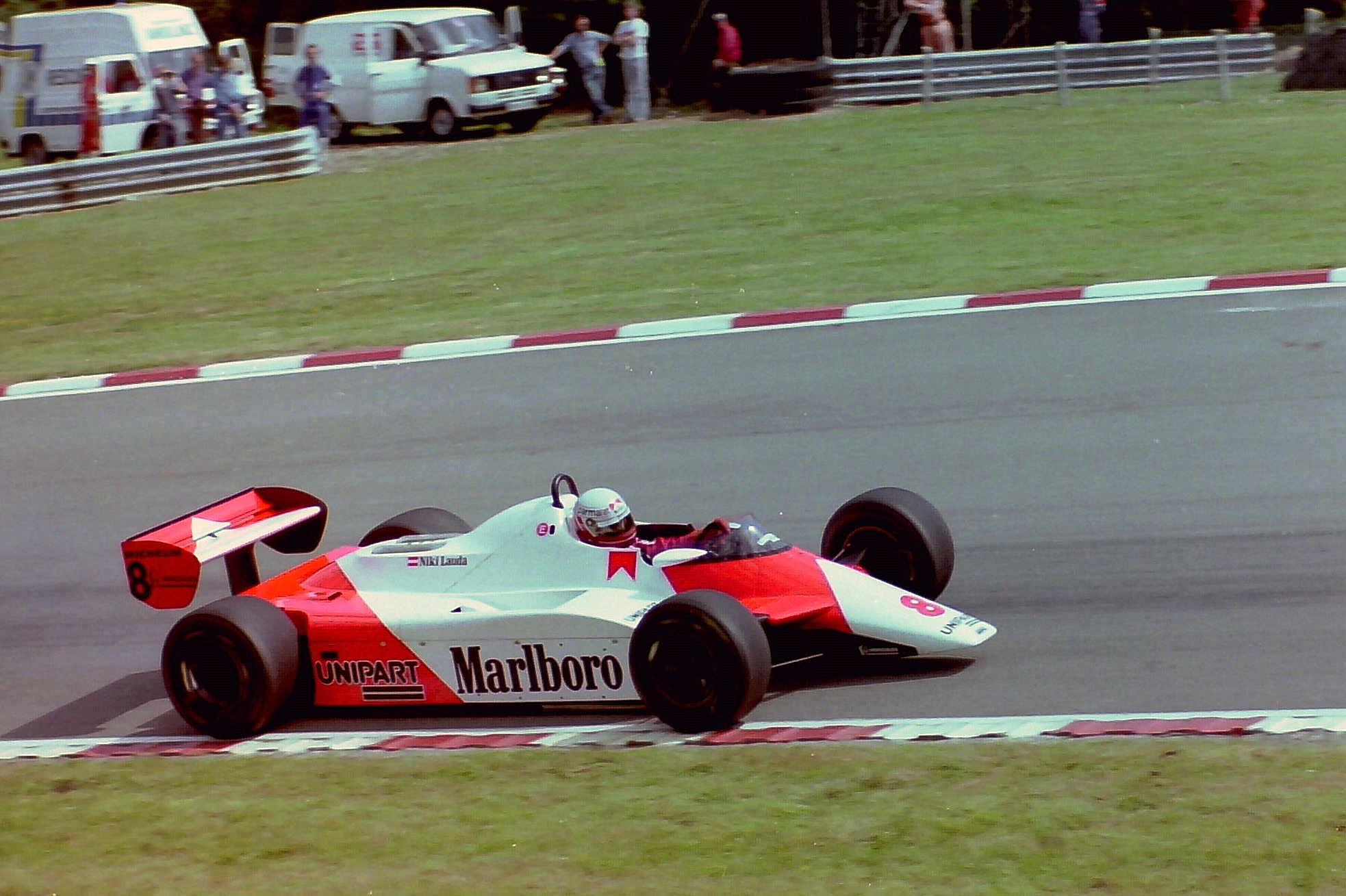
ニキ・ラウダがドライブするマクラーレン・MP4/1B（1982年イギリスGP）。

単にMP4Bと呼称される場合もある。MP4/1を1982年のレギュレーションにあわせて改良した。1982年は可動スカートが一時的に認められたため、サイドウイング部分で発生するダウンフォース量が1981年よりも増加した。そのため、特に高速コースではフロントウイングが省かれる場合が多くなった。

### 1982年シーズン
1979年終盤に引退したニキ・ラウダが現役復帰し、ワトソンも契約更新し残留。1年をかけて熟成させたMP4/1の改良型であるので、この年4勝を挙げてマクラーレンはトップチームへの復帰を果たした。また、ワトソンがタイトル争いに絡むも、信頼性に関してはいまだに難があり、両ドライバー合わせて11回ものリタイヤを喫した。最終的にシーズン途中から欠場したディディエ・ピローニと同点のランキング3位に終わった（ピローニと同ポイントだが、上位入賞回数の差で、ピローニが2位、ワトソンが3位となった）。

### スペック
- タイヤ ミシュラン
- サスペンション ロッキングアーム
- エンジン フォード・コスワース・DFV
- 気筒数・角度 V型8気筒・90度
- スパークプラグ チャンピオン
- 燃料・潤滑油 ユニパート

### 記録(1982年)
| 年   | マシン | タイヤ | No. | ドライバー | 1   | 2   | 3   | 4   | 5   | 6   | 7   | 8   | 9   | 10  | 11  | 12  | 13  | 14  | 15  | 16  | ポイント | ランキング |
| ---- | ------ | ------ | --- | ---------- | --- | --- | --- | --- | --- | --- | --- | --- | --- | --- | --- | --- | --- | --- | --- | --- | -------- | ---------- |
| 1982 | MP4/1B | M      |     |            | RSA | BRA | USW | SMR | BEL | MON | USA | CAN | NED | GBR | FRA | GER | AUT | SUI | ITA | CPL | 69       | 2位        |
| 1982 | MP4/1B | M      | 7   | ワトソン   | 6   | 2   | 6   | DNS | 1   | Ret | 1   | 3   | 9   | Ret | Ret | Ret | 9   | 13  | 4   | 2   | 69       | 2位        |
| 1982 | MP4/1B | M      | 8   | ラウダ     | 4   | Ret | 1   | DNS | DSQ | Ret | Ret | Ret | 4   | 1   | 8   | DNS | 5   | 3   | Ret | Ret | 69       | 2位        |

- 太字はポールポジション、斜字はファステストラップ

## MP4/1C

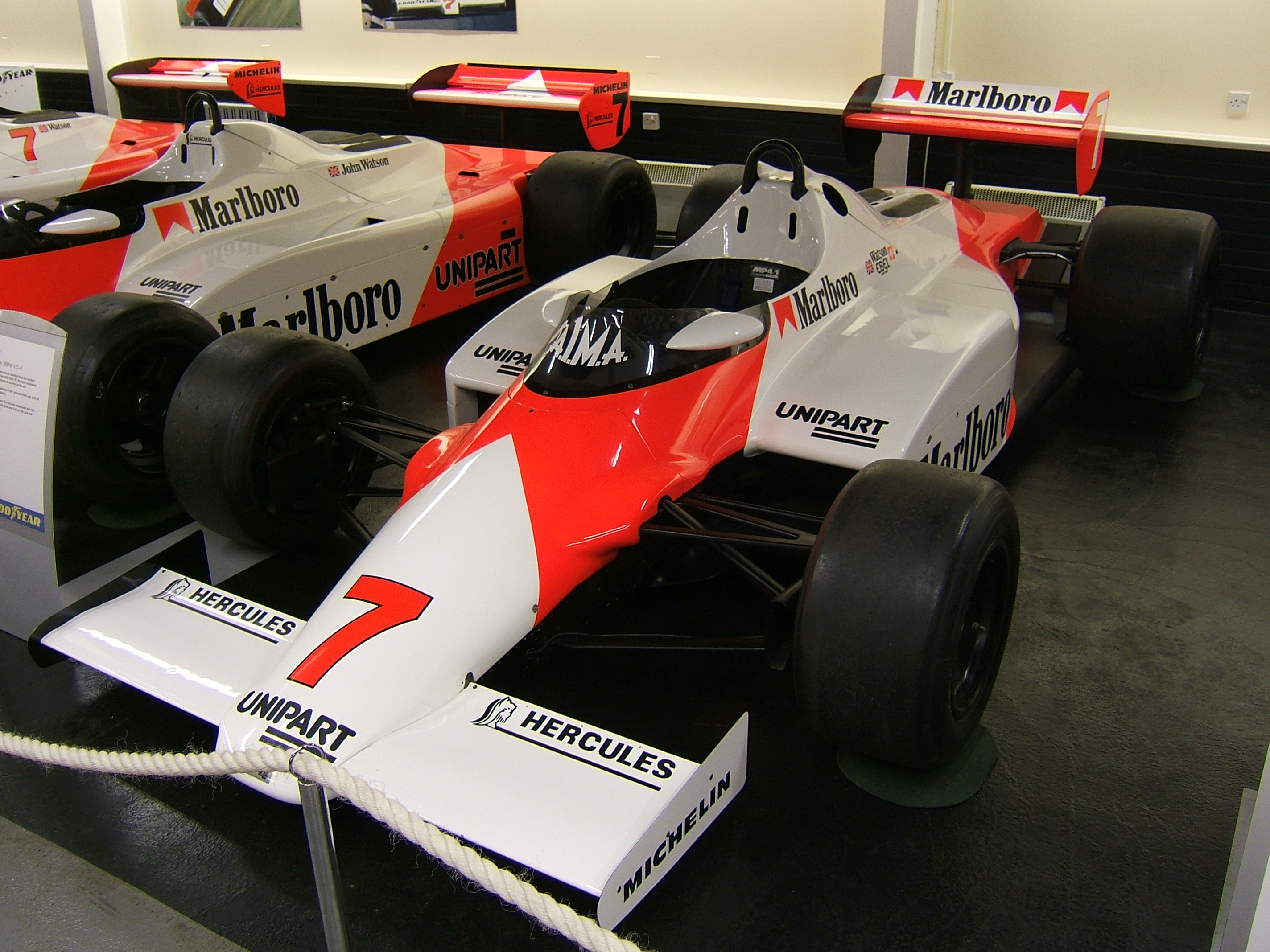
フラットボトム規制が適用されたMP4/1C。リヤ周りを絞り込むコークボトルを採用。

新たに施行されたフラットボトム規制により、今までとは違ったマシンデザインが求められるようになった。ブラバム・BT52のようにほとんどサイドポンツーンをなくしてしまうチームもあったが、バーナードはサイドポンツーンを残し「コークボトルライン」と呼ばれるポンツーン後端を絞り込んだ形状を考案した。こうすることによりリヤタイヤ付近の気流の流れを改善することができた。マシンデザインはバーナードによって洗練されていたが、いかんせんフォード・コスワース・DFVやその後継であるDFYエンジンは、新勢力となりつつあったターボエンジンに比べると非力だった。エンジンの面で足を引っ張られたマクラーレンとしては早急にターボエンジンを獲得する必要性に迫られたが、共同チームオーナーであるマンスール・オジェ率いるTAGを通じポルシェとの提携に成功した。

### 1983年シーズン
シーズン序盤から中盤にかけてはMP4/1Cを使用。しかし、第2戦アメリカ西GPでワトソンが1勝を挙げるにとどまっていた。
ラウダが第12戦より、ワトソンが第13戦からMP4/1Eをドライブした。あわせて7回の出走のうち、5回がリタイヤ、1回が失格で完走扱いが1回きり(残り6周でトラブルのためストップ)という散々な結果だったが、実戦に投入できたことで1984年シーズンが始まる前に問題点を洗い出すことができた。

### スペック
- タイヤ ミシュラン
- サスペンション フロント・プッシュロッド式ダブルウィッシュボーン/リヤ・ロッキングアーム
- エンジン フォード・コスワース・DFV、DFY
- 気筒数・角度 V型8気筒・90度
- スパークプラグ チャンピオン
- 燃料・潤滑油 ユニパート

### 記録(1983年)
| 年   | マシン | タイヤ | No. | ドライバー | 1   | 2   | 3   | 4   | 5   | 6   | 7   | 8   | 9   | 10  | 11  | 12  | 13  | 14  | 15  | ポイント | ランキング |
| ---- | ------ | ------ | --- | ---------- | --- | --- | --- | --- | --- | --- | --- | --- | --- | --- | --- | --- | --- | --- | --- | -------- | ---------- |
| 1983 | MP4/1C | M      |     |            | BRA | USW | FRA | SMR | MON | BEL | USE | CAN | GBR | GER | AUT | NED | ITA | GBR | RSA | 34       | 5位        |
| 1983 | MP4/1C | M      | 7   | ワトソン   | Ret | 1   | Ret | 5   | DNQ | Ret | 3   | 6   | 9   | 5   | 9   | 3   |     |     |     | 34       | 5位        |
| 1983 | MP4/1C | M      | 8   | ラウダ     | 3   | 2   | Ret | Ret | DNQ | Ret | 13  | Ret | 6   | DSQ | 6   |     |     |     |     | 34       | 5位        |

- 太字はポールポジション、斜字はファステストラップ、DSQは失格、DNQは予選不通過

## MP4/1E
MP4/1Cで1983年シーズンをスタートしたマクラーレンは、1984年シーズンから投入する新車MP4/2にTAG（ポルシェ）ターボエンジンを搭載することを決めていた。しかし、ドライバーであるニキ・ラウダが「1984年まで待てない」と発言したことを受け、急遽MP4/1Cにターボエンジンを搭載したマシンとしてMP4/1Eを製作することとなった。デザイナーであるバーナードは1984年まで熟成させてから実戦投入するという考えだったため、1983年途中からのMP4/1Eの投入の説得に時間を要した。
MP4/1EからMP4/3まで搭載されることとなったTAGターボエンジンは「TAGポルシェ」とも呼称される。これはTAGの資金でポルシェがターボエンジンを製作したためである。バーナードは自分が理想と考えたサイズのエンジンを得るために、ポルシェ側に開発段階からサイズ、重心や補機類の配置などを事細かに注文をつけた。 
最初のMP4/1Eのテスト時は、MP4/1Cにターボエンジンを積み替えただけのマシン状態での走行となったため、DFVエンジンとターボエンジンのあまりのパワーの差にブレーキなどが悲鳴を上げるほどだった。

### スペック
- タイヤ ミシュラン
- サスペンション フロント・プッシュロッド式ダブルウィッシュボーン/リヤ・ロッキングアーム
- エンジン TAG TTE PO1（ポルシェ）
- 気筒数・角度 V型6気筒・80度
- ターボ KKKツインターボ
- スパークプラグ チャンピオン
- 燃料・潤滑油 ユニパート

### 記録(1983年)
| 年   | マシン | タイヤ | No. | ドライバー | 1   | 2   | 3   | 4   | 5   | 6   | 7   | 8   | 9   | 10  | 11  | 12  | 13  | 14  | 15  | ポイント | ランキング |
| ---- | ------ | ------ | --- | ---------- | --- | --- | --- | --- | --- | --- | --- | --- | --- | --- | --- | --- | --- | --- | --- | -------- | ---------- |
| 1983 | MP4/1E | M      |     |            | BRA | USW | FRA | SMR | MON | BEL | USE | CAN | GBR | GER | AUT | NED | ITA | GBR | RSA | 0        | -位        |
| 1983 | MP4/1E | M      | 7   | ワトソン   |     |     |     |     |     |     |     |     |     |     |     |     | Ret | Ret | DSQ | 0        | -位        |
| 1983 | MP4/1E | M      | 8   | ラウダ     |     |     |     |     |     |     |     |     |     |     |     | Ret | Ret | Ret | 11  | 0        | -位        |

- 太字はポールポジション、斜字はファステストラップ、DSQは失格

## 通算成績
- 予選最高位2位 (0PP）
- 6勝